# Oscuri presagi
Oscuri presagi (Cold Heaven) è un film statunitense del 1991 diretto da Nicolas Roeg.
Il film è basato sul romanzo omonimo di Brian Moore del 1983.

## Trama
Marie Davenport, una cattolica decaduta, ha una relazione con il dottor Daniel Corvin, all'insaputa di suo marito, il dottor Alex Davenport, anche lui medico. Ha intenzione di dare la notizia ad Alex mentre partecipa a una conferenza medica con lui in Messico. Mentre nuota in una baia ad Acapulco , Alex viene investito da un motoscafo di passaggio. Viene ricoverato d'urgenza in ospedale con una grave lacerazione alla testa, ma muore durante un intervento chirurgico d'urgenza.
La mattina seguente, Marie viene informata dall'ospedale che, prima dell'autopsia programmata di Alex, il suo corpo è inspiegabilmente scomparso. Nel frattempo, Daniel viene a sapere della morte di Alex e dà la notizia della sua relazione con Marie alla sua ragazza, Anna, che è infuriata. Marie torna a casa sua a Los Angeles mentre le autorità cercano di localizzare il corpo di Alex. Marie riceve un messaggio anonimo, che presume provenga da Daniel, che le chiede di recarsi in un hotel a Carmel-by-the-Sea in cui è stata prima, dove ha incontrato Daniel per la prima volta.
Dopo aver visitato il convento locale, Marie torna nella sua stanza d'albergo, dove è scioccata nel trovare Alex, apparentemente vivo. Alex racconta il suo ricordo di quel giorno e il suo risveglio nell'obitorio dell'ospedale. Esausto, Alex si addormenta e sembra essere morto, ma poi torna in vita quando si sveglia. Una sconcertata Marie torna in chiesa e parla con monsignor Cassidy, al quale racconta la sua apostasia dopo la morte della madre quando Marie era un'adolescente. Gli racconta anche di una visione che ha avuto l'anno prima mentre era a Carmel-by-the-Sea: mentre camminava lungo le scogliere oceaniche vicino al convento, si è fissata su due stagni sottostanti e ha visto la Vergine Maria emergere dall'acqua, incaricandola di informare un sacerdote che asantuario da ricostruire per il convento.
Daniel arriva a Carmel-by-the-Sea e incontra Marie in hotel. Spiega che Alex l'ha incontrata lì ed è apparentemente viva. Marie dice con riluttanza a Daniel che non può stare con lui, poiché sente ancora un profondo legame con Alex. Daniel, sebbene sconfitto, accetta di eseguire una visita medica di Alex. I due decidono di portare Alex in un ospedale di San Francisco a causa del suo stato fisico peggiorato. Padre Niles, un collega dei Mosnignor, li segue, cercando di parlare con Marie, ma lei gli nega. Quando Daniel parte per un breve viaggio di lavoro, Marie fa visita ad Alex in ospedale, ma lui reagisce violentemente, vomitando sangue. Marie è confortata da padre Niles, che l'ha accompagnata in ospedale. Nella fiducia di padre Niles, confessa che lei e Daniel hanno orchestrato l'incidente in barca, con l'intenzione di uccidere Alex; interpreta il ritorno alla vita di Alex come un Dio che le dà una seconda possibilità.
Dopo che Alex è stato dimesso dall'ospedale, lui e Marie trascorrono la serata insieme, ma si sveglia nel cuore della notte, dibattendosi violentemente, e la ferita alla testa ricomincia inspiegabilmente a sanguinare. Telefona a padre Niles per chiedere aiuto e torna al convento di Carmel-by-the-Sea. Lì, suor Martha, una giovane suora, prega sulla scogliera dove Marie ha avuto la visione l'anno prima. Un vento soffia attraverso le scogliere, terrorizzando Marie, e una croce appare incastonata nella scogliera. Nel frattempo, Alex si sveglia da solo in hotel, la ferita alla testa è miracolosamente guarita.
Marie torna in albergo, dove Daniel arriva pochi istanti dopo, inseguendola. Nella stanza d'albergo, Marie incontra Alex. I due si abbracciano, mentre uno sconfitto Daniel si allontana. Nel frattempo, padre Niles, seduto sul bordo della scogliera, guarda il tramonto.